# Katrin Steinke
Katrin Steinke (* 1961 in Altenburg) ist eine deutsche Schauspielerin.

## Leben
In eine Theaterfamilie hineingeboren, stand Katrin Steinke bereits als Kind in kleinen Rollen auf der Bühne. Zwei Jahre lang arbeitete sie an der Alten Oper in Erfurt als Bühnenmalerin, ehe sie von 1979 bis 1982 die Hochschule für Musik und Theater Rostock absolvierte. Anschließend arbeitete sie mehr als zehn Jahre am Berliner Theater an der Parkaue. Weitere Stationen ihrer Bühnenlaufbahn waren das Schlossplatztheater in Berlin-Köpenick, das Volkstheater Rostock, das Staatstheater Cottbus und das Neue Theater in Hannover. Seit der Spielzeit 2014/15 gehört sie dem Ensemble des Schlosstheaters Celle an.
Mit dem Volkstheater Weißensee rief Steinke gemeinsam mit Künstlern und Pädagogen 2009 ein sozial-pädagogisches Projekt ins Leben, in dem Menschen verschiedener Altersklassen gemeinsam mit Schauspielern und Musikern auf der Bühne stehen. Zwischen 2004 und 2014 hatte sie darüber hinaus Lehraufträge an diversen Hochschulen, seit 2010 leitet sie Theater-Workshops.
Vor der Kamera hat Steinke bislang nur sporadisch gearbeitet. Unter anderem wirkte sie 1986 in dem mehrfach prämierten DEFA-Spielfilm Blonder Tango mit. 2014 sprach sie in dem Hörspiel Das Projekt bin ich von Ulrike Müller, das 2015 mit dem Deutschen Hörspielpreis der ARD ausgezeichnet wurde.
Gemeinsam mit Alejandro Quintana, dem derzeitigen Schauspieldirektor am Theater Heilbronn, hat sie eine Tochter, die als Innenarchitektin arbeitet und einen Sohn Luis (* 1988), der ebenfalls als Schauspieler tätig ist.

## Filmografie
- 1985: Die Gabe der Fee
- 1985: Der Haken
- 1986: Blonder Tango
- 1986: Der Vogelkopp
- 1987: Das Rübchen
- 1988: Die schwarz-goldene Schlange
- 1991–1994:  Karfunkel (3 Folgen)
- 2022: Einfach mal was Schönes
- 2023: SOKO Wismar – Tod einer Hebamme

## Hörspiele
- 2014: Das Projekt bin ich – Autorin und Regie: Ulrike Müller